# Welzijn Voor Iedereen
Welzijn Voor Iedereen, ook wel afgekort WVI genoemd, is een voormalige Nederlandse lokale politieke partij uit de Noord-Brabantse gemeente Sint Anthonis. De partij werd opgericht in 1958 en werd in 2009 samengevoegd met Kern&Punt om zo de nieuwe partij Sint Anthonis Nu te vormen. 
De partij was aanvankelijk actief in de inmiddels opgeheven gemeente Wanroij. Sinds de gemeentelijke herindeling op 1 januari 1994 richtte Welzijn Voor Iedereen zich nu op de nieuwe gemeente Sint Anthonis.
Bij de gemeenteraadsverkiezingen van 2006 behaalde de partij twee zetels in de gemeenteraad van Sint Anthonis, evenals bij de gemeenteraadsverkiezingen van 2002. 